# 無薪假
無薪假（No-pay leave or furlough）又稱減班休息。狹義而言，泛指在職業場所中，因工作業務或企業獲利縮減，而導致勞方必須進行縮減工時，與資方不支付勞方休假期間工資的休假行為。廣義的無薪假，則指任何不計薪的休假行為，例如事假、留職停薪、或超過天數限制的病假等。
諾貝爾經濟學獎得主克里斯多福·皮薩里德斯指出，如果無薪假的實施經由充分溝通、且仍有給予員工足夠生活的薪資，並強制企業預先及事後給付無薪假其間的員工津貼，可以是「員工和企業雙贏」的一項制度。

## 社会影响
1. 名目工時減少；但由於無薪假是裁員的前兆，員工會被告知或暗示在無薪假時若不繼續到公司無薪工作，很可能會被優先裁員，而且許多公司會同時進行裁員，同樣的工作量會給更少的員工負責；因此實際工時很可能不減反增。有些公司甚至會把無薪假全部排在週六週日，變相減薪。
2. 勞工薪資縮水，在職貧窮人數增加，生育率下降，貧富差距擴大。
3. 留滯於住處當中時間變長（由於許多資方要求無薪假員工在家待命、加上員工收入減少，因此無薪假員工比較少出遠門旅遊）。
4. 短期內某些家庭娛樂的消费增加，如線上遊戲的玩家於白天上線人數增加，但因家庭收入整体減少，所以長期仍將導致娱乐業者的獲利能力下降。
5. 勞動條件惡化：目前已經出現未虧損甚至營業額成長的公司也會有樣學樣、大放無薪假。許多人擔憂未來企業將經常在旺季執行責任制減少增聘員工需求並規避加班費、並在淡季以「經濟不景氣」為由執行無薪假變相減薪——就算企業體質良好也會執行無薪假；無薪假與裁員實施後，勞動力供過於求的現象也使勞方無法向資方要求較佳的勞動條件。高失業率會成常態，而就算是低薪資的就業者、工時也極高。

## 常見規範
1. 無薪假，必須先透過勞資協商，使勞方在徹底了解之後，方可實施。（集體協商可以避免「個別勞工難以拒絕資方要求」的弊病，但臺灣沒有強制集體協商制度，因此實際上是完全由資方決定）
2. 實施無薪假後，勞方的待遇不可低於基本工資，否則勞方可要求資遣。（非自願失業）
3. 實施無薪假後，雇主不得因無薪假而要員工自付健保費。（台灣）
4. 實施無薪假，雇主不得要求、威脅或暗示員工當義工或回去上班；有上班就應補計支付員工在職期間的薪資。也就是有多少工作量就要給多少薪水。（但雇主經常以責任制、補休取代給薪或不當義工者優先裁員來規避此要求）
5. 資遣費、退休金不能因為無薪假而減少。（但雇主經常以強簽自願離職文件來規避資遣費退休金）
6. 臺灣規定，實施無薪假必須通報政府，而且只有虧損企業能實施無薪假，同時實施無薪假的企業將凍結申請外勞。

## 常見的誤解

### 台灣
- 女性勞工的產假不是無薪假，應受勞基法第50條明訂保障的有薪假8週（分娩）或4周（懷孕滿3個月的流產）。視在職天數是否滿6個月而以全薪或半薪計。